# دولورس گری
دولورس گری (انگلیسی: Dolores Gray; ۷ ژوئن ۱۹۲۴ – ۲۶ ژوئن ۲۰۰۲) یک هنرپیشه، و خواننده اهل ایالات متحده آمریکا بود. وی بین سال‌های ۱۹۴۱ تا ۱۹۸۹ میلادی فعالیت می‌کرد.

## اوایل زندگی
او با نام سیلویا دولورس فینکلشتاین  (اما با نام سیلویا دولورس ورنون در دوران رشد شناخته شد) از باربارا مارگریت گری (متولد مارگریت گری) و هری ورنون فینکلشتاین متولد شد. مادر و پدرش هر دو بازیگران وودیل بودند، به همین دلیل با هم آشنا شدند. والدین گری زمانی که او کودکی خردسال بود طلاق گرفتند. او یک برادر بزرگتر به نام ریچارد گری (متولد ریچارد ورنون) داشت که او نیز در هالیوود حرفه ای بود. او در حین تحصیل در دبیرستان پلی تکنیک در کلوپ دختران بود. رودی والی او را کشف کرد و از او به عنوان مهمان در برنامه رادیویی سراسری خود دعوت کرد.

## ازدواج
در ۲۴ سپتامبر ۱۹۶۶، دولورس گری با اندرو جی. کروولین، تاجر کالیفرنیایی، ازدواج کرد. علیرغم گزارش‌های اشتباه در رسانه‌ها مبنی بر طلاق آنها، آنها تا زمان مرگ او در سال ۱۹۹۲ به زندگی مشترک خود ادامه دادند. این زوج فرزندی نداشتند.

## مرگ
گری در سن سالگی بر اثر حمله قلبی در منهتن درگذشت. پس از مرگ او، سوزانده شد و خاکسترش در قبرستان صلیب مقدس در کالور سیتی، کالیفرنیا به خاک سپرده شد.

## فیلم‌شناسی
| سال  | عنوان                 | نقش                |
| ---- | --------------------- | ------------------ |
| ۱۹۴۲ | خانمی برای یک شب      | دولورس، یک خواننده |
| ۱۹۴۴ | آقای اسکفینگتون       | بازیگر             |
| ۱۹۵۵ | همیشه هوا منصفانه است | مادلین برادویل     |
| ۱۹۵۵ | کیسمت                 | لالومه             |
| ۱۹۵۶ | جنس مخالف             | سیلویا فاولر       |
| ۱۹۵۷ | طراح زن               | لوری شانون         |